# Pagney-derrière-Barine
Pagney-derrière-Barine ist eine französische Gemeinde mit 649 Einwohnern (Stand: 1. Januar 2022) im Département Meurthe-et-Moselle in Lothringen in der Region Grand Est. Sie gehört zum Arrondissement Toul und zum Kanton Toul. Die Einwohner werden Paternacuciens genannt.

## Geographie
Pagney-derrière-Barine liegt etwa 30 Kilometer westlich von Nancy und etwa vier Kilometer westnordwestlich von Toul. Nachbargemeinden von Pagney-derrière-Barine sind Bruley im Norden, Toul im Osten und Südosten sowie Écrouves im Süden und Westen.

## Bevölkerungsentwicklung
| Jahr                       | 1962 | 1968 | 1975 | 1982 | 1990 | 1999 | 2006 | 2019 |
| Einwohner                  | 400  | 409  | 405  | 439  | 539  | 563  | 566  | 660  |
| Quellen: Cassini und INSEE |      |      |      |      |      |      |      |      |

## Sehenswürdigkeiten

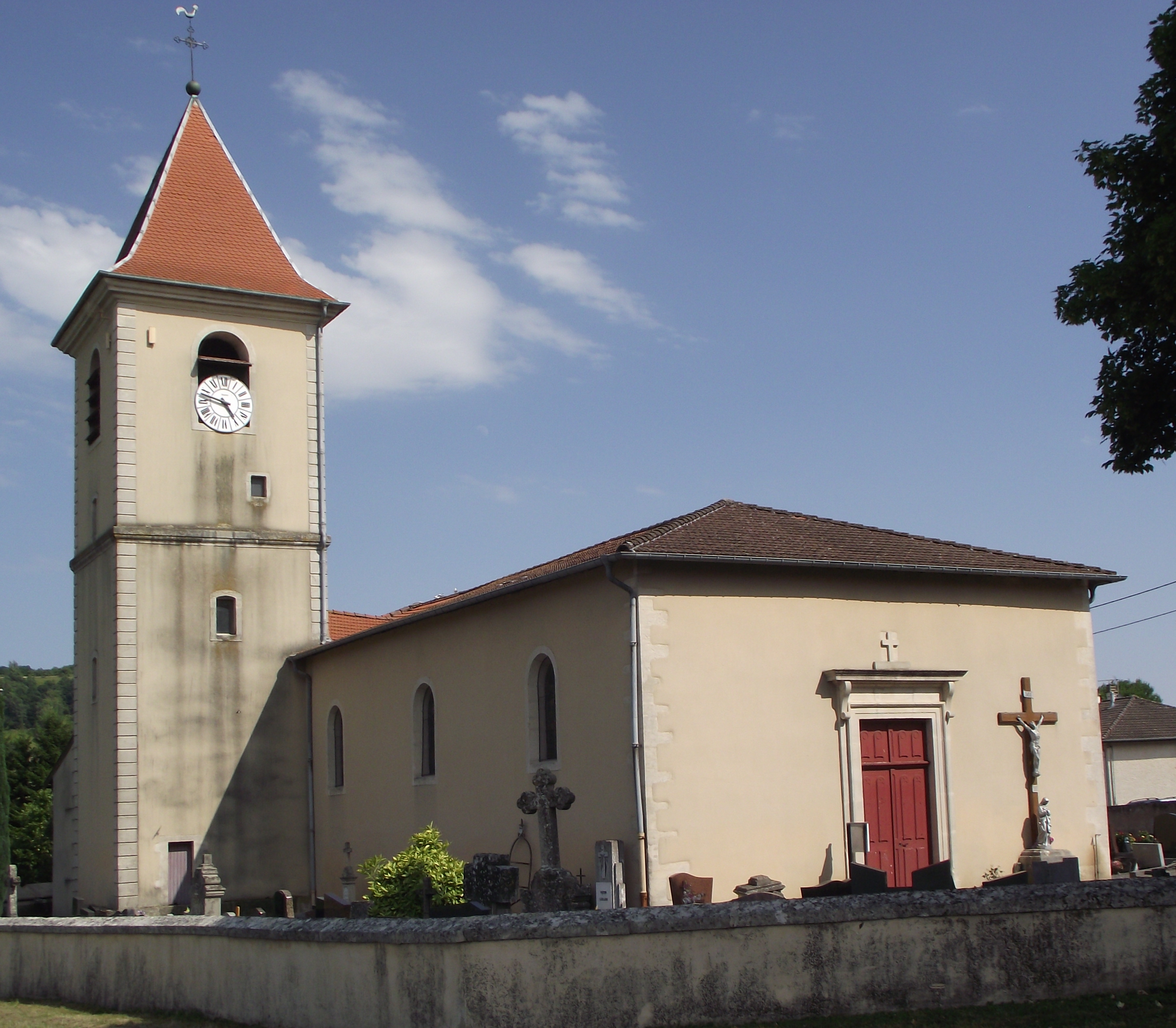
Kirche Saint-Brice

- Kirche Saint-Brice
- Reste einer Prämonstratenserabtei